# Eligiusz
Eligiusz – imię męskie pochodzące od łacińskiego czasownika eligo, elegi, electum oznaczające – „wybrany”.
W Polsce imię pojawiło się w XVIII wieku, Należy do imion rzadkich i zanikających. W XX wieku nadano je 2210 razy. W styczniu 2024 w rejestrze PESEL było 1127 mężczyzn o imieniu Eligiusz nadanym jako imię pierwsze oraz.960 mężczyzn o imieniu Eligiusz nadanym jako imię drugie. 
Eligiusz obchodzi imieniny 1 grudnia.

## Mężczyźni noszący imię Eligiusz
- Święty Eligiusz (ok. 588-660) – misjonarz, biskup
- Eligius Franz Joseph Freiherr von Münch-Bellinghausen (1806-1871) – znany jako Friedrich Halm – pisarz austriacki
- Eligiusz Niewiadomski (1869-1923) – malarz, zabójca pierwszego prezydenta RP, Gabriela Narutowicza
- Eligiusz Lasota (1929-2001) – dziennikarz, redaktor naczelny tygodnika Po prostu, poseł
- Eligiusz Zygmunt Grabowski (ur. 1935) – kolarz szosowy
- Eligiusz Naszkowski (ur. 1956) - działacz NSZZ „Solidarność”, tajny współpracownik, następnie oficer SB
- Eligijus Masiulis (ur. 1974) – litewski polityk, od 2008 minister komunikacji.